# Foxtrot (película)
Foxtrot es una película Israelí de 2017 escrita y dirigida por Manuel Maoz.  Protagonizada por Lior Ashkenazi y Sarah Adler como una pareja a la cual le informan que su hijo, un soldado de las Fuerzas de Defensa de Israel fue muerto en combate.
Fue estrenada en la edición 74 del Festival Internacional de Cine de Venecia en 2017 donde obtuvo el premio León de Plata - Gran Premio del Jurado.  También fue parte de la sección de presentaciones especiales en el Festival Internacional de Cine de Toronto en 2017.  Ganó el Premio Ophir a la mejor película, convirtiéndose así en la película nominada por Israel para los Premios Òscar a mejor película extranjera en su ceremonia 90. Estuvo en la lista corta de películas aspirantes a nominación pero finalmente no quedó entre las nominadas.